# Вислововка
Вислово́вка (бел. Віславо́ўка) — река в Ушачском районе Витебской области Белоруссии. Правый приток реки Выдрица (бассейн Туровлянки).
Река начинается в 2 км к западу от деревни Бутово. Устье расположено в 0,8 км к западу от деревни Пилатовщина.
Длина реки составляет 7 км. Русло канализовано.
В реку впадают два ручья, вытекающих из озера Лош.